# Championnat de France Pro A de tennis de table 2025-2026
Navigation
Pro A 2024-2025 Pro A 2026-2027
Le Championnat de France Pro A de tennis de table 2025-2026 est la 23e édition du Championnat de France Pro A de tennis de table, plus haut niveau des championnats de France de tennis de table par équipes. Il oppose les 10 meilleures équipes de France dans le championnat masculin et les douze meilleures équipes féminines.

## Inter saison
Le mercato voit l'arrivée de joueurs renommés dans le championnat : Simon Gauzy fait notamment son retour en pro A, après 12 ans d'absence,. 

## Organisation 2025-2026
- Les rencontres se déroulent au meilleur des 5 parties de simples. La victoire vaut 4 points[4].
- En Pro A messieurs, en fin de saison se déroule les play offs pour le titre de champion de France, les quatre premiers de la saison régulière s'affrontent en demi-finale aller-retour. La finale se joue sur terrain neutre. Il y a deux descentes en PRO B[5].

- La Pro A Dames, la saison régulière se dispute dans une poule unique. En fin de saison se déroule les play offs pour le titre de championnes de France et pour la relégation. Les équipes classées aux deux premières places seront rejointes par les deux formations sorties victorieuses d'un barrage entre les équipes classées de la 3e à la 6e place pour disputer le titre de Championnes de France.

- Le règlement évolue et autorise désormais la multi-appartenance des joueurs et joueuses avec des championnats étrangers non affiliés à l'ETTU[6]. Par ailleurs, chaque club doit déclarer une liste de cinq joueurs[7].

## PRO A Messieurs

### Équipes
| Équipe                     | Dernière montée | Classement 2024-2025 | Nombre de titres | Joueurs                                                                                                   | Coach                            | Président                              |
| -------------------------- | --------------- | -------------------- | ---------------- | --- | -------------------------------- | -------------------------------------- |
| Les Loups d'Angers         | 2000            | Demi-finaliste       | 2                | João Geraldo Bastien Rembert Izaac Quek Yong Can Akkuzu Nathan Pilard                                     | David Pilard                     | Gérard Sarazin                         |
| Bruille CTT                | 2025            | proB                 | 0                | Flavien Coton                                                                                             |                                  |                                        |
| Caen TTC                   | 2025            | proB                 | 0                | Andrea Landrieu Stéphane Ouaiche Huang Yan-Cheng Yu Kayama Jules Caivaillé                                |                                  |                                        |
| GV Hennebont               | 2003            | Finaliste            | 5                | Simon Gauzy Vladimir Sidorenko Lev Katsman Wen Rubio Chen Yuanyu Zhou Qihao Wang Xin                      | Boris Abraham                    | Bruno Abraham                          |
| Alliance Nîmes-Montpellier | 2023            | Champion             | 1                | Félix Lebrun Alexis Lebrun Antoine Hachard Esteban Dorr Grégoire Jean Manav Vikash Thakkar Brian Afanador | Vincent Avril                    | Claire Chevassus-Rosset Alain Lauferon |
| AS Pontoise-Cergy TT       | 2004            | Demi-finaliste       | 3                | Liam Pitchford Alexandre Cassin Quadri Aruna Flavio Mourier Tomas Polansky                                | Christian Adam                   | Louise Adam                            |
| Roanne LNTT                | 2024            | 8e                   | 0                | Florent Lambiet Elias Ranefur Florian Bourrassaud Louis Laffineur Liu Yebo Yaxuan Chen                    | Jérôme Bahuaud Yan Fan Feng      | Marcel Livet                           |
| SS La Romagne              | 2007            | 7e                   | 1                | Yang Wang Chen Tianyuan Nima Alamian                                                                      | Fabrice Coutolleau               | Guy Soulard                            |
| Rouen SPO                  | 2017            | 6e                   | 0                | Alexandre Robinot Lilian Bardet Thibault Poret Alvaro Robles Vitaly Efimov                                | Stéphane Hucliez                 | Dominique Fache                        |
| Thorigné-Fouillard TT      | 2022            | 5e                   | 0                | Noshad Alamian Jules Rolland Vincent Picard Alexis Kouraichi                                              | Sébastien Thomas Gervais Rolland | Sébastien Douaran                      |

| \| Les Loups d'Angers Bruille CTT GV Hennebont Caen TTC AS Pontoise-Cergy TT Roanne LNTT SS La Romagne Rouen SPO Thorigné-Fouillard TT Alliance Nîmes Montpellier \| Localisation des clubs engagés dans le championnat. |
| Les Loups d'Angers Bruille CTT GV Hennebont Caen TTC AS Pontoise-Cergy TT Roanne LNTT SS La Romagne Rouen SPO Thorigné-Fouillard TT Alliance Nîmes Montpellier                                                           |

### Résultats
| Résultats (dom.\ext.)                                      | Ang | Bru | Mor | Hen | N/M | Pon | Roa | La R | Rou | Tho |
| Les Loups d'Angers                                         |     | -   | -   | -   | -   | -   | -   | -    | -   | -   |
| Bruille CTT                                                | -   |     | -   | -   | -   | -   | -   | -    | -   | -   |
| Caen TTC                                                   | -   | -   |     | -   | -   | -   | -   | -    | -   | -   |
| GV Hennebont                                               | -   | -   | -   |     | -   | -   | -   | -    | -   | -   |
| Alliance Nîmes-Montpellier                                 | -   | -   | -   | -   |     | -   | -   | -    | -   | -   |
| AS Pontoise-Cergy                                          | -   | -   | -   | -   | -   |     | -   | -    | -   | -   |
| Roanne LNTT                                                | -   | -   | -   | -   | -   | -   |     | -    | -   | -   |
| SS La Romagne                                              | -   | -   | -   | -   | -   | -   | -   |      | -   | -   |
| Rouen SPO                                                  | -   | -   | -   | -   | -   | -   | -   | -    |     | -   |
| Thorigné-Fouillard TT                                      | -   | -   | -   | -   | -   | -   | -   | -    | -   |     |
| - Victoire à domicile - Match nul - Victoire à l'extérieur |     |     |     |     |     |     |     |      |     |     |

### Classements

#### Général
Classements par équipe du championnat de France de PRO A messieurs 2025 - 2026
Mise à jour le
| Rang | Équipe                     | Pts | J | V | N | D | F | Pp | Pc | Diff |
| ---- | -------------------------- | --- | - | - | - | - | - | -- | -- | ---- |
| 1    | Alliance Nîmes-Montpellier | 0   | 0 | 0 | 0 | 0 | 0 | 0  | 0  | 0    |
| 2    | GV Hennebont               | 0   | 0 | 0 | 0 | 0 | 0 | 0  | 0  | 0    |
| 3    | Les Loups d'Angers         | 0   | 0 | 0 | 0 | 0 | 0 | 0  | 0  | 0    |
| 4    | AS Pontoise-Cergy TT       | 0   | 0 | 0 | 0 | 0 | 0 | 0  | 0  | 0    |
| 5    | Thorigné-Fouillard TT      | 0   | 0 | 0 | 0 | 0 | 0 | 0  | 0  | 0    |
| 6    | Rouen SPO                  | 0   | 0 | 0 | 0 | 0 | 0 | 0  | 0  | 0    |
| 7    | SS La Romagne              | 0   | 0 | 0 | 0 | 0 | 0 | 0  | 0  | 0    |
| 8    | Roanne LNTT                | 0   | 0 | 0 | 0 | 0 | 0 | 0  | 0  | 0    |
| 9    | Bruille CTTP               | 0   | 0 | 0 | 0 | 0 | 0 | 0  | 0  | 0    |
| 10   | Caen TTCP                  | 0   | 0 | 0 | 0 | 0 | 0 | 0  | 0  | 0    |

Qualifications
- 1er au 4e : qualification pour les demi-finales

#### Phase finale
|  | Demi-finales | Demi-finales |  |  | Finale | Finale |
|  | Demi-finales | Demi-finales |  |  | Finale | Finale |
|  |              |              |  |  |        |        |
|  |              |              |  |  |        |        |
|  |              |              |  |  |        |        |
|  |              |              |  |  |        |        |
|  |              |              |  |  |        |        |
|  |              |              |  |  |        |        |
|  |              |              |  |  |        |        |
|  |              |              |  |  |        |        |
|  |              |              |  |  |        |        |
|  |              |              |  |  |        |        |
|  |              |              |  |  |        |        |
|  |              |              |  |  |        |        |
|  |              |              |  |  |        |        |

#### Finale
| Détail des matches | Détail des matches | Détail des matches | Durée : |
|                    |                    |                    |         |
|                    |                    |                    |         |
|                    |                    |                    |         |
|                    |                    |                    |         |

#### Classement des meilleurs pongistes
Mise à jour à la fin de la saison régulière
|     | Scoreur | Club | Victoires | Défaites | Différence | % victoire |
| --- | ------- | ---- | --------- | -------- | ---------- | ---------- |
| 1er |         |      |           |          |            |            |
| 2e  |         |      |           |          |            |            |
| 3e  |         |      |           |          |            |            |
| 4e  |         |      |           |          |            |            |
| 5e  |         |      |           |          |            |            |
| 6e  |         |      |           |          |            |            |
| 7e  |         |      |           |          |            |            |
| 8e  |         |      |           |          |            |            |
| 9e  |         |      |           |          |            |            |
| 10e |         |      |           |          |            |            |
| 11e |         |      |           |          |            |            |

#### Parcours en coupes d'Europe
| Club                       | Compétition         | Résultat | Ultime(s) adversaire(s) | Ultime(s) adversaire(s) |
| -------------------------- | ------------------- | -------- | ----------------------- | ----------------------- |
| Alliance Nîmes-Montpellier | Ligue des champions |          |                         |                         |
| AS Pontoise-Cergy TT       | Ligue des champions |          |                         |                         |
| GV Hennebont               | Ligue des champions |          |                         |                         |

## PRO A Dames

### Équipes
| Équipe                         | Dernière montée | Classement 2024-2025 | Nombre de titres | Joueurs                                                                                             | Entraîneur           | Président            |
| ------------------------------ | --------------- | -------------------- | ---------------- | --------------------------------------------------------------------------------------------------- | -------------------- | -------------------- |
| Bayard Argentan TT             | 2024            | 10e                  | 0                | Yanan Wang Jing Zhang Cléa De Stoppeleire Anastasia Sterner                                         | Drapeau de la France | Drapeau de la France |
| ASRTT Étival-Raon              | 2016            | barragiste           | 1                | Shao Jieni Liu Yangzi Camelia Iacob Christina Källberg                                              | Drapeau de la France | Drapeau de la France |
| TT Joué-lès-Tours              | 2017            | demi-finaliste       | 0                | Li He Carole Grundisch Audrey Zarif                                                                 | Drapeau de la France | Drapeau de la France |
| Le Mans Sarthe Tennis de Table | 2024            | 11e                  | 0                | Haruna Sugita Li Samson Ekaterina Fischer Elodie Nivelle Claire Clavier                             | Drapeau de la France | Drapeau de la France |
| Alliance Nîmes-Montpellier     | 2020            | barragiste           | 0 (MTT : 12)     | Bruna Takahashi Léana Hochart Giorgia Piccolin (en) Rachel Moret Gaétane Bled Sophie Earley         | Drapeau de la France | Drapeau de la France |
| Metz TT                        | 2010            | Champion             | 6                | Adina Diaconu Charlotte Lutz Mariia Tailakova (en) Sarah De Nutte Hana Goda                         | Loïc Belguise        | Drapeau de la France |
| Poitiers TTACC                 | 2015            | demi-finaliste       | 1                | Jia Nan Yuan Wu Jiaduo Andrea Todorovic Sara Ramirez                                                | Drapeau de la France | Drapeau de la France |
| Grand-Quevilly ALCL            | 2025            | Pro B                | 1                | Anais Salpin Laura Pfefer Tianer Yu Anastasiia Dymytrenko                                           | Drapeau de la France | Drapeau de la France |
| Quimper CTT                    | 2023            | 8e                   | 0                | Li Xue Isa Cok Marie Migot Emmanuelle Lennon Ema Labosova                                           | Drapeau de la France | Drapeau de la France |
| Saint-Denis US 93 TT           | 2018            | Finaliste            | 1                | Prithika Pavade Liu Hsing-Yin Zhu Chengzhu (en) Agathe Avezou Li Jie                                | Drapeau de la France | Drapeau de la France |
| Saint Pierraise ENT            | 2017            | 9e                   | 0                | Lily Zhang Jian Zeng Stéphanie Loeuillette Lucie Gauthier Nina Guo Zheng Océane Guisnel             | Drapeau de la France | Drapeau de la France |
| TT Saint-Quentin               | 2009            | 7e                   | 1                | Linda Bergström Barbora Balážová (en) Polina Mikhaïlova Daniela Dodean Camille Lutz Agnès Le Lannic | Drapeau de la France | Drapeau de la France |

| \| Bayard Argentan TT ASRTT Étival-Raon TT Joué-lès-Tours Le Mans Metz TT Poitiers TTACC Quimper CTT St-Denis Saint Pierraise Alliance Nîmes Montpellier TT Saint-Quentin Grand-Quevilly \| Localisation des clubs engagés dans le championnat. |
| Bayard Argentan TT ASRTT Étival-Raon TT Joué-lès-Tours Le Mans Metz TT Poitiers TTACC Quimper CTT St-Denis Saint Pierraise Alliance Nîmes Montpellier TT Saint-Quentin Grand-Quevilly                                                           |

### Résultats
| Résultats (dom.\ext.)                                      | Bay | Eti | Jou | Le M | N/M | Met | Poi | G-Qu | Qui | St D | St P | St Q |
| Bayard Argentan TT                                         |     | -   | -   | -    | -   | -   | -   | -    | -   | -    | -    | -    |
| ASRTT Étival-Raon                                          | -   |     | -   | -    | -   | -   | -   | -    | -   | -    | -    | -    |
| TT Joué-lès-Tours                                          | -   | -   |     | -    | -   | -   | -   | -    | -   | -    | -    | -    |
| Le Mans Sarthe Tennis de Table                             | -   | -   | -   |      | -   | -   | -   | -    | -   | -    | -    | -    |
| Alliance Nîmes-Montpellier                                 | -   | -   | -   | -    |     | -   | -   | -    | -   | -    | -    | -    |
| Metz TT                                                    | -   | -   | -   | -    | -   |     | -   | -    | -   | -    | -    | -    |
| Poitiers TTACC                                             | -   | -   | -   | -    | -   | -   |     | -    | -   | -    | -    | -    |
| ALCL Grand-Quevilly                                        | -   | -   | -   | -    | -   | -   | -   |      | -   | -    | -    | -    |
| Quimper CTT                                                | -   | -   | -   | -    | -   | -   | -   | -    |     | -    | -    | -    |
| Saint-Denis US 93 TT                                       | -   | -   | -   | -    | -   | -   | -   | -    | -   |      | -    | -    |
| Saint Pierraise ENT                                        | -   | -   | -   | -    | -   | -   | -   | -    | -   | -    |      | -    |
| TT Saint-Quentin                                           | -   | -   | -   | -    | -   | -   | -   | -    | -   | -    | -    |      |
| - Victoire à domicile - Match nul - Victoire à l'extérieur |     |     |     |      |     |     |     |      |     |      |      |      |

### Classements

#### Général - saison régulière
Mise à jour le 
| Rang | Équipe                         | Pts | J | V | N | D | F | Pp | Pc | Diff |
| ---- | ------------------------------ | --- | - | - | - | - | - | -- | -- | ---- |
| 1    | Saint-Denis US 93 TT           | 0   | 0 | 0 | 0 | 0 | 0 | 0  | 0  | 0    |
| 2    | TT Joué-lès-Tours              | 0   | 0 | 0 | 0 | 0 | 0 | 0  | 0  | 0    |
| 3    | Metz TT                        | 0   | 0 | 0 | 0 | 0 | 0 | 0  | 0  | 0    |
| 4    | Poitiers TTACC                 | 0   | 0 | 0 | 0 | 0 | 0 | 0  | 0  | 0    |
| 5    | Alliance Nîmes/MTT             | 0   | 0 | 0 | 0 | 0 | 0 | 0  | 0  | 0    |
| 6    | ASRTT Étival-Raon              | 0   | 0 | 0 | 0 | 0 | 0 | 0  | 0  | 0    |
| 7    | TT Saint-Quentin               | 0   | 0 | 0 | 0 | 0 | 0 | 0  | 0  | 0    |
| 8    | Quimper CTT                    | 0   | 0 | 0 | 0 | 0 | 0 | 0  | 0  | 0    |
| 9    | Saint Pierraise ENT            | 0   | 0 | 0 | 0 | 0 | 0 | 0  | 0  | 0    |
| 10   | Bayard Argentan TT             | 0   | 0 | 0 | 0 | 0 | 0 | 0  | 0  | 0    |
| 11   | Le Mans Sarthe Tennis de Table | 0   | 0 | 0 | 0 | 0 | 0 | 0  | 0  | 0    |
| 12   | ALCL Grand-Quevilly promu      | 0   | 0 | 0 | 0 | 0 | 0 | 0  | 0  | 0    |

Qualifications
- 1er et 2e : qualification directe pour les demi-finales
- 3e au 6e : qualification pour les barrages

#### Classement des meilleures pongistes (saison régulière)
Mise à jour le 18 février 2025
|     | Scoreur | Club | Victoires | Défaites | Différence |
| --- | ------- | ---- | --------- | -------- | ---------- |
| 1er |         |      |           |          |            |
| 2e  |         |      |           |          |            |
| 3e  |         |      |           |          |            |
| 4e  |         |      |           |          |            |
| 5e  |         |      |           |          |            |
| 6e  |         |      |           |          |            |
| 7e  |         |      |           |          |            |
| 8e  |         |      |           |          |            |
| 9e  |         |      |           |          |            |
| 10e |         |      |           |          |            |
| 11e |         |      |           |          |            |
| 12e |         |      |           |          |            |

### Play off
|  | Quarts de finale | Quarts de finale |  |  | Demi-finales | Demi-finales |  |  | Finale | Finale |
|  | Quarts de finale | Quarts de finale |  |  | Demi-finales | Demi-finales |  |  | Finale | Finale |
|  |                  |                  |  |  |              |              |  |  |        |        |
|  | Allers , retours |                  |  |  |              |              |  |  |        |        |
|  |                  |                  |  |  |              |              |  |  |        |        |
|  |                  |                  |  |  |              |              |  |  |        |        |
|  |                  |                  |  |  |              |              |  |  |        |        |
|  |                  |                  |  |  |              |              |  |  |        |        |
|  |                  |                  |  |  |              |              |  |  |        |        |
|  |                  |                  |  |  |              |              |  |  |        |        |
|  |                  |                  |  |  |              |              |  |  |        |        |
|  |                  |                  |  |  |              |              |  |  |        |        |
|  |                  |                  |  |  |              |              |  |  |        |        |
|  |                  |                  |  |  |              |              |  |  |        |        |
|  |                  |                  |  |  |              |              |  |  |        |        |
|  |                  |                  |  |  |              |              |  |  |        |        |
|  |                  |                  |  |  |              |              |  |  |        |        |

#### Finale
|  |  | - |  |  |  |
|  |  |   |  |  |  |

|  |  |  |  |
|  |  |  |  |
|  |  |  |  |
|  |  |  |  |
|  |  |  |  |
|  |  |  |  |

|  |  |  |  |
|  |  |  |  |
|  |  |  |  |
|  |  |  |  |
|  |  |  |  |

### Play down

#### Place 7-8
|  | Quarts de finale | Quarts de finale |  |  | Demi-finales | Demi-finales |  |  | Finale | Finale |
|  | Quarts de finale | Quarts de finale |  |  | Demi-finales | Demi-finales |  |  | Finale | Finale |
|  |                  |                  |  |  |              |              |  |  |        |        |
|  | Allers , retours |                  |  |  |              |              |  |  |        |        |
|  |                  |                  |  |  |              |              |  |  |        |        |
|  |                  |                  |  |  |              |              |  |  |        |        |
|  |                  |                  |  |  |              |              |  |  |        |        |
|  |                  |                  |  |  |              |              |  |  |        |        |
|  |                  |                  |  |  |              |              |  |  |        |        |
|  |                  |                  |  |  |              |              |  |  |        |        |
|  |                  |                  |  |  |              |              |  |  |        |        |
|  |                  |                  |  |  |              |              |  |  |        |        |
|  |                  |                  |  |  |              |              |  |  |        |        |
|  |                  |                  |  |  |              |              |  |  |        |        |
|  |                  |                  |  |  |              |              |  |  |        |        |
|  |                  |                  |  |  |              |              |  |  |        |        |
|  |                  |                  |  |  |              |              |  |  |        |        |

#### Place 11-12
Le perdant est rétrogradé en Pro B.
|  |  | - |  |  |  |
|  |  |   |  |  |  |

### Parcours en coupes d'Europe
| Club | Compétition | Résultat | Ultime(s) adversaire(s) | Ultime(s) adversaire(s) |
| ---- | ----------- | -------- | ----------------------- | ----------------------- |
|      |             |          |                         |                         |
|      |             |          |                         |                         |
|      |             |          |                         |                         |
|      |             |          |                         |                         |
|      |             |          |                         |                         |
|      |             |          |                         |                         |
|      |             |          |                         |                         |